# Gyrinus analis
Gyrinus analis là một loài bọ cánh cứng trong họ van Gyrinidae. Loài này được Say miêu tả khoa học năm 1823.